# Guizygiella
Genre
Guizygiella est un genre d'araignées aranéomorphes de la famille des Araneidae.

## Distribution
Les espèces de ce genre se rencontrent en Asie.

## Liste des espèces
Selon World Spider Catalog (version 26, 16/07/2025) :
- Guizygiella guangxiensis (Zhu & Zhang, 1993)
- Guizygiella haoyangi Yao & Liu, 2025
- Guizygiella huahai Mi, Wang & Li, 2024
- Guizygiella indica (Tikader & Bal, 1980)
- Guizygiella melanocrania (Thorell, 1887)
- Guizygiella nadleri (Heimer, 1984)
- Guizygiella salta (Yin & Gong, 1996)
- Guizygiella shivui (Patel & Reddy, 1990)

## Systématique et taxinomie
Ce genre a été décrit par Zhu, Kim et Song en 1997 dans les Tetragnathidae. Il est placé dans les Araneidae par Kallal et Hormiga en 2022.

## Publication originale
- Zhu, Kim & Song, 1997 : « On three new genera and four new species of the family Tetragnathidae (Araneae) from China. » Korean Arachnology, vol. 13, no 3, p. 1-10.